# Шрек навсегда
«Шрек навсегда» (англ. Shrek Forever After) — американский компьютерно-анимационный фэнтезийный комедийный фильм 2010 года, основанный на книге Уильяма Стейга «Шрек!». Режиссёром выступил Майк Митчелл, сценаристами — Джон Клауснер и Даррен Лемке. Это продолжение мультфильма «Шрек Третий» (2007) и четвёртый мультфильм во франшизе «Шрек». Главные роли озвучивали Майк Майерс, Эдди Мерфи, Кэмерон Диас, Антонио Бандерас, Джули Эндрюс и Джон Клиз, повторившие свои роли из предыдущих фильмов, также к актёрскому составу присоединились Уолт Дорн, Джейн Линч, Джон Хэм, Крэйг Робинсон, Лейк Белл, Мэри Кей Плейс, Кэти Гриффин и Кристен Шаал. По сюжету Шрек борется с обязанностями и стрессом, будучи одомашненным семьянином, тоскуя по тем дням, когда его боялись и он жил в одиночестве. Румпельштильцхен обманом заставляет его подписать контракт, который приводит к катастрофическим последствиям.
Премьера мультфильма состоялась 21 апреля 2010 года на кинофестивале «Трайбека», в России мультфильм был выпущен 20 мая, в США — 21 мая компанией Paramount Pictures. Фильм дебютировал как самый кассовый фильм в прокате, титул, который он занимал в США и Канаде в течение трёх недель. Он получил смешанные отзывы от критиков, но заработал в общей сложности 756 миллионов долларов по всему миру и стал пятым кассовым фильмом 2010 года. Кроме того, мультфильм стал вторым кассовым фильмом DreamWorks Animation по зарубежным сборам. Хотя первоначально предполагалось, что это будет последний мультфильм во франшизе, в разработке находится пятый фильм. Спин-офф «Кот в сапогах» был выпущен 28 октября 2011 года, в котором Бандерас повторил свою роль, после чего на Netflix с января 2015 года по январь 2018 года транслировался мультсериал-приквел «Приключения Кота в сапогах», а продолжение, действие которого происходит после фильмов о Шреке «Кот в сапогах: Последнее желание» было выпущено 21 декабря 2022 года.

## Сюжет
Во флешбэке, родители принцессы Фионы отправляются к ведьмам и их предводителю Румпельштильцхену. Так как им надоело ждать подходящего момента, когда Фиона будет освобождена, они просят его освободить Фиону от чар. В обмен на исчезновение всех проблем, Румпельштильцхен требует переписать на него Тридевятое королевство. Родители готовы на всё ради спасения дочери, поэтому им приходиться согласиться. Вдруг один из слуг Лиллиан и Гарольда сообщает им, что она освобождена, чем срывает планы злодею. Румпельштильцхен оказывается нищим попрошайкой и теперь решительно настроен избавиться от Шрека, испортившего ему жизнь.
Шрек становится знаменитостью — около его болота проходят экскурсии, а крестьяне становятся в очереди, чтобы взять автограф. Но это не радует Шрека. Доведённый до тихого отчаяния, Шрек в приступе гнева на вечеринке в честь дня рождения своих детей ссорится с Фионой.
Подслушавший их разговор Румпельштильцхен подстраивает знакомство со Шреком и предлагает ему контракт: Шрек отдаёт ему день из своей прошлой свободной жизни, а взамен может получить день, в котором сможет отдохнуть как настоящий огр. Румпельштильцхен обещает ему, что когда этот день закончится, Шрек «будет чувствовать себя совсем другим огром», и забирает один день из его детства, когда он родился, «который он даже вспомнить не в состоянии».
Подписав контракт, Шрек оказывается в альтернативной реальности, в которой развлекается от души, пугая людей. Однако затем он направляется к своему дому и узнает, что болото высушено. Неожиданно на Шрека нападают ведьмы и усыпляют его. Шрек просыпается в клетке-карете, запряжённой Ослом, который его не узнает. Шрек попадает в плен к Румпельштильцхену, ставшему королём, и тот разъясняет, что забрал день его рождения, нарушив хронологию и вычеркнув Шрека из истории. В новом времени Гарольд и Лиллиан подписывают контракт Румпельштильцхена и исчезают, переписав Тридевятое королевство на него. Поскольку Шрека нет в данной линии времени, то его никто не знает. Фиона сама спасается из замка Драконихи и примыкает к сопротивлению против Штильцхена, оставив Кота в сапогах в качестве питомца. Тем самым, дети Шрека не рождаются, сказочные существа оказываются под диктатурой Румпельштильцхена, а Дракониха находится у него для уничтожения врагов. Он уточняет, что по условиям контракта, Шрек никогда не существовал, и в данной линии времени у него есть один день, после чего огр исчезнет навсегда.
Шрек сбегает, забрав Осла. Не без труда завоевав его дружбу, Шрек узнаёт от него, как расторгнуть контракт: он должен успеть поцеловать свою истинную любовь. Шрек ищет Фиону и наконец встречается с ней — предводительницей племени огров, ведущих партизанскую войну против Румпельштильцхена. Фиона мечтает о свержении Румпельштильцхена и свободе. Её проклятие осталось при ней, хотя среди огров проклятием считается её дневной человеческий облик. Фиона поначалу отвергает попытки ухаживания Шрека, но постепенно проникается к нему доверием.
Однако в ночь решающего боя огров берёт в плен Гамельнский крысолов, нанятый Румпельштильцхеном. Шреку и Фионе удаётся бежать — при поддержке Осла и Кота в сапогах. Фиона отправляется на освобождение огров. Шреку удаётся добиться поцелуя Фионы, но поскольку она не любит его, ничего не происходит. Шрек с ужасом понимает, что собственными руками уничтожил свою идеальную жизнь. Румпельштильцхен опасается расторжения договора поцелуем Шрека с Фионой и обещает исполнить любое желание того, кто приведёт Шрека. Шрек жертвуя собой приходит и требует освободить всех огров. Румпельштильцхен выполняет его требования и освобождает всех огров за исключением Фионы, так как она не является огром на самом деле.
На свободе Осёл, Кот и огры организуют план спасения Шрека и Фионы — они незаметно проникают во дворец Румпельштильцхена в его новом диско-шаре, который использовали Шрек и Осел для побега. После этого происходит грандиозное сражение с участием Драконихи, которой Румпель хотел скормить Шрека и Фиону, а также освобождённых огров против ведьм, которое приводит к поражению Румпельштильцхена. Но день Шрека практически подходит к концу, и он начинает постепенно исчезать. Он рассказывает Фионе об их семье и детях, показывая ей куклу их дочери. Фиона понимает, что любит Шрека, и целует его до того, как он исчезает. Поцелуй любви уничтожает мир без Шрека и возвращает всё на свои места. Шрек возвращается на вечеринку в тот момент, когда должна была начаться ссора, и понимает, насколько ему дорого то, что он имеет.
На DVD финал мультфильма был продлён: В перезагруженной вселенной огры прибывают на праздник к Шреку, а Румпельштильцхен оказывается в клетке и танцует под флейту Крысолова, а Фиона своим пением заставляет его питомца, гусыню Фифи, взорваться. После этого все огры и сказочные создания купаются в грязи.

## Роли озвучивали
- Майк Майерс — Шрек
- Эдди Мёрфи — Осёл
- Кэмерон Диас — Фиона
- Антонио Бандерас — Кот в сапогах
- Уолт Дорн[англ.] — Румпельштильцхен
- Джон Хэм — Броган
- Джейн Линч — Гретчед
- Крэйг Робинсон — Поварюшка
- Лейк Белл — патрульная ведьма
- Кэти Гриффин — танцующая ведьма
- Мэри Кей Плейс — ведьма-стражник
- Кристен Шаал — ведьма с тыквами / ведьма во дворце
- Джули Эндрюс — королева Лиллиан
- Джон Клиз — король Гарольд
- Конрад Вернон — Пряня
- Кристофер Найтс[англ.] — Три слепых мышонка
- Арон Уорнер[англ.] — Волк
- Коуди Камерон[англ.] — Пиноккио / Три поросёнка
- Данте Джеймс Хаузер — Фергюс
- Крис Миллер — Волшебное Зеркало / Джеппетто
- Мэредит Виэйра — ведьма
- Джереми Стиг[англ.] — Гамельнский крысолов
- Ларри Кинг — уродливая сводная сестра Дорис
- Реджис Филбин — уродливая сводная сестра Мэйбл
- Майк Митчелл — мальчик с леденцом, просивший Шрека рычать
- Райан Сикрест — отец мальчика
- Фрэнк Уэлкер — Дракониха
- Джаспер Йоханнес Эндрюс[10] — Фаркл, огрёныш
- Олли Митчел[11] — Фергус, огрёныш
- Нина Зои Бакши[12] — Фелиция, огрёныш
- Майлз Кристофер Бакши[13]
- Билли Хейес[англ.] — ведьма

## Музыка
| Название                           | Исполнитель               | Действие                                                     |
| ---------------------------------- | ------------------------- | ------------------------------------------------------------ |
| «One Love»                         | Антонио Бандерас          | Кот поёт под окном Шрека и Фионы                             |
| «Isn’t It Strange»                 | Scissor Sisters           | Семья Шрека с друзьями летят на драконе                      |
| «Top Of The World»                 | The Carpenters            | Шрек пугает крестьян                                         |
| «Rumpel’s Party Palace»            | Майк Симпсон              | Шрека привозят во дворец Румпельштильцхена                   |
| «Click Click»                      | Light FM и Ллойд Хэммингс | Шрек сидит на метле                                          |
| «Sure Shot»                        | Beastie Boys              | Крысолов заставляет ведьм танцевать                          |
| «Darling I Do»                     | Лэндон Пигг и Люси Шварц  | Шрек и Фиона тренируются                                     |
| «Shake Your Groove Thing»          | Майк Симпсон              | Крысолов заставляет танцевать огров                          |
| «Hello»                            | Лайонел Ричи              | Осёл встречает Дракониху                                     |
| «Orinoco Flow»                     | Эния                      | Румпельштильцхен обещает своим подданным «сделку всей жизни» |
| «I’m A Believer»                   | Weezer                    | Конец мультфильма                                            |
| «For Once In My Life»              | Стиви Уандер              | Первая часть титров (основные создатели)                     |
| «Right Back Where We Started From» | Максин Найтингейл         | Вторая часть титров (полная группа)                          |

## Производство
После успеха «Шрек 2» в мае 2004 года Джеффри Катценберг объявил третий и четвёртый фильм «Шрек», а также планы на пятый и последний фильм: «Шрек 3 и 4 собираются показать другие оставшиеся без ответа вопросы и, наконец, в последней главе, мы поймем, как Шрек оказался в этом болоте, когда мы встречаем его в первом фильме». В октябре 2006 года DreamWorks Animation объявили, что четвёртый фильм выйдет в 2010 году.
В октябре 2007 года Катценберг объявил о названии четвёртого фильма: «Шрек идёт четвёртым», объясняя, что «Шрек выходит в мир, вперёд!». Однако в мае 2009 года DreamWorks Animation переименовали фильм в «Шрек навсегда», указывая, что это будет последний в серии «Shrek». 
28 мая 2009 года, «Шрек навсегда» стал прототипом фильма режиссёра Майка Митчелла длительностью 93 минут.
В ноябре 2009 года Bill Damaschke, руководитель творческого производства DreamWorks Animation, подтвердил: «Все, что было любимо о Шреке в первом фильме, доведено до финального фильма». Тим Салливан был нанят для написания сценария в марте 2005 года, но позже его заменили Даррен Лемке и Джош Клауснер. В мае 2007 года, незадолго до выхода третьего фильма, было объявлено, что Майк Митчелл будет на борту, чтобы направить новый взнос. Большая часть фильма была написана и записана в Нью-Йорке.

## Отзывы
По мнению рецензента таблоида New York Post Кайла Смита «Шрек» исчерпал себя, сценарий откровенно скучный и изобилует самоповторами, в том числе из предыдущих частей. Вашингтон Пост дал мультфильму три звезды из четырёх; в рецензии отмечено, что новое измерение удержало от чувства устаревшего, уже видимого, а новые персонажи, такие как Румпельштильцхен со своими париками или Крысолов, очень даже забавны.
Российский писатель Алекс Экслер счёл четвёртую часть лучше третьей, но безнадёжно отставшей от первых двух фильмов. Основными минусами он назвал повторение старых шуток (глаза кота), семейные ценности и слабого, в плане харизмы, злодея. Александр Иванов в своей рецензии отметил бесполезность в данном случае формата 3D, малое наличие удачного юмора и непонятное однообразие ведьм. По его словам, «Шрек навсегда» — качественный мультфильм, но не более.

## Игра
18 мая 2010 года компания Activision выпустила игру Shrek Forever After: The Game. Это игра с элементами квеста и экшена, основанная на сюжете мультфильме «Шрек навсегда». Игрок может управлять четырьмя главными героями: Шреком, Фионой, Ослом и Котом в сапогах, причём каждый персонаж обладает разными способностями. Вместе с главными героями игроку предстоит путешествовать по различным измерениям и решать головоломки.

## Будущее

### Продолжение
В феврале 2014 года в интервью Fox Business Network Катценберг намекнул, что пятый фильм ещё может быть снят. «Нам нравится давать им немного времени для отдыха», — сказал он о персонажах. «Но я думаю, вы можете быть уверены, что у нас будет ещё одна глава в серии о Шреке. Мы ещё не закончили, и, что более важно, он тоже».
15 июня 2016 года, после того, как NBCUniversal приобрела DreamWorks Animation за 3,8 миллиарда долларов, Стив Берк, который является руководителем NBCUniversal, обсудил планы по возрождению франшизы, а также других фильмов DreamWorks. В июле 2016 года «The Hollywood Reporter» привёл источники, в которых говорится, что пятый фильм запланирован на выпуск 2019 года. В сентябре 2016 года Эдди Мерфи подтвердил, что фильм, как ожидается, будет выпущен в 2019 или 2020 году, и что сценарий был завершён.
В апреле 2023 года Меледандри сообщил, что всё ещё ведутся переговоры с оригинальным актёрским составом, который, как ожидается, вернётся.
9 июля 2024 года было объявлено, что «Шрек 5» выйдет 1 июля 2026 года.
27 февраля 2025 года DreamWorks опубликовали первый тизер пятой части.

### Спин-офф
«Кот в сапогах» — компьютерно-анимационный приключенческий комедийный фильм, который был выпущен 28 октября 2011 года, приквел к мультфильмам о Шреке. Фильм рассказывает историю происхождения одноимённого персонажа и о его приключениях с Кисой Мягколапкой и Шалтаем-Болтаем.
Продолжение под названием «Кот в сапогах: Последнее желание» было выпущено 21 декабря 2022 года. События происходят после «Шрека навсегда». По сюжету, Кот в сапогах стремится восстановить свои потерянные восемь жизней и отправляется на поиски мистического «Последнего желания».
В то же время, когда было выявлено, что «Шрек 5» находится в разработке в апреле 2023 года, выяснилось, что спин-офф, вращающийся вокруг Осла, также был в ранних переговорах.

## Комментарии
1. ↑  Также известный как Shrek 4, ранее Shrek Goes Fourth и Shrek: The Final Chapter, на видео известен как Shrek Forever After: The Final Chapter[6].
2. ↑  До событий фильма «Шрек».
3. ↑  После событий фильма «Шрек Третий».